# Alfred Maria Oburu Asue
Alfred Maria Oburu Asue CMF (* 13. April 1947 in Evinayong, Äquatorialguinea; † 27. August 2006) war römisch-katholischer Bischof von Ebebiyin.

## Leben
Alfred Maria Oburu Asue trat der Ordensgemeinschaft der Claretiner bei und empfing am 22. März 1981 die Priesterweihe.
Am 8. März 2003 wurde er durch Papst Johannes Paul II. zum Bischof von Ebebiyin ernannt. Der Apostolische Nuntius in Kamerun und Äquatorialguinea, Félix del Blanco Prieto, spendete ihm am 11. Mai desselben Jahres die Bischofsweihe; Mitkonsekratoren waren Ildefonso Obama Obono, Erzbischof von Malabo und Basile Mvé Engone SDB, Erzbischof von Libreville.
Im Alter von 59 Jahren starb er am 27. August 2006.